# Gare de Stains-La Cerisaie
Ne doit pas être confondu avec Gare de Stains-Grande-Ceinture ou Gare de Pierrefitte - Stains.
La gare de Stains-La Cerisaie est une gare ferroviaire française de la ligne de Sartrouville à Noisy-le-Sec (tangentielle légère nord), située dans le territoire de la commune de Stains, dans le département de la Seine-Saint-Denis, en Île-de-France.

## Histoire et situation ferroviaire

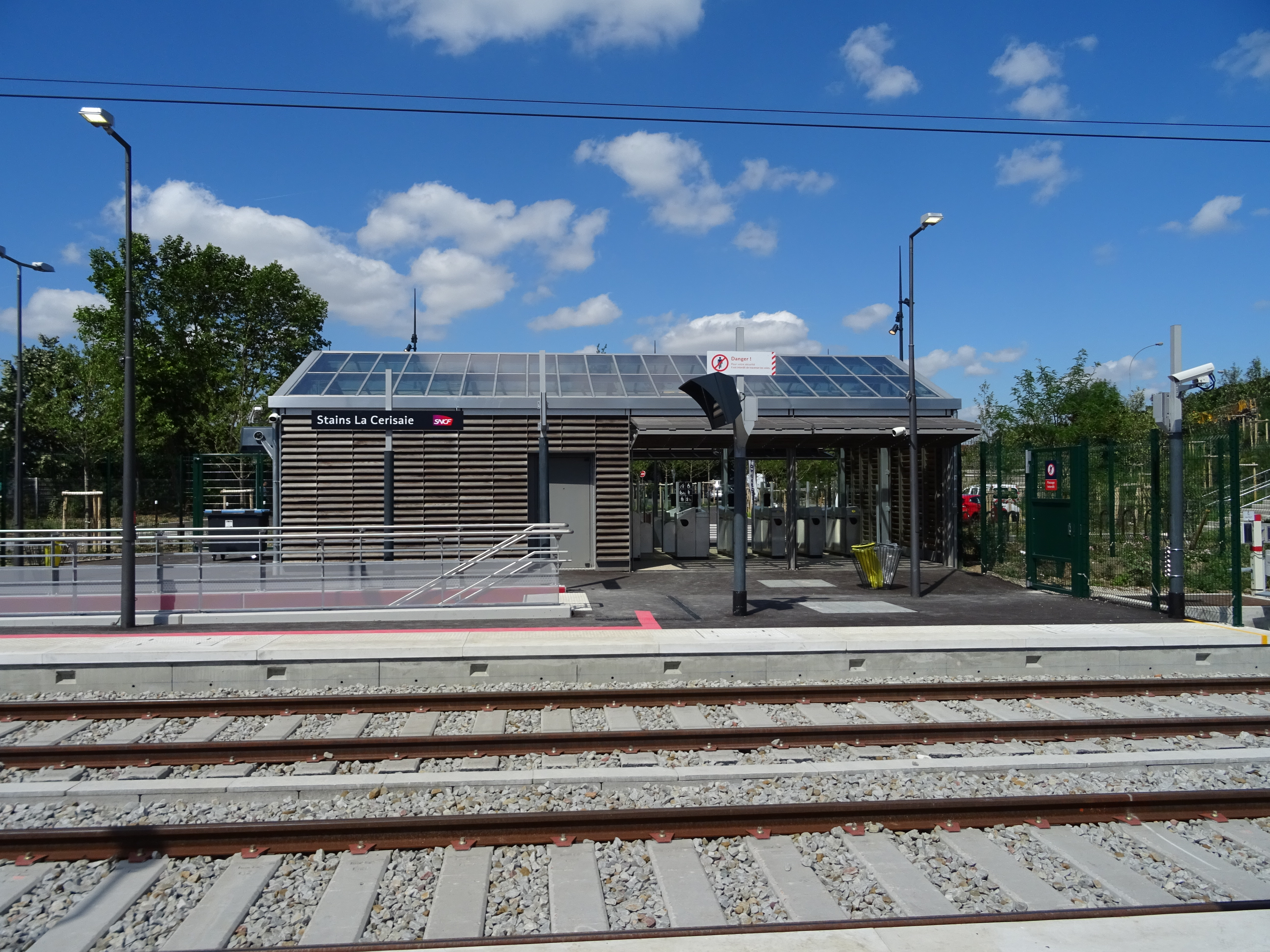
Abri et bâtiment voyageurs côté quai en direction de la gare du Bourget.

La gare est desservie depuis le 1er juillet 2017 par le T11, une ligne de train léger reliant en première phase, la gare d'Épinay-sur-Seine à celle du Bourget puis ultérieurement, en seconde phase, la gare de Sartrouville à celle de Noisy-le-Sec.
Elle est dotée de deux bâtiments voyageurs de part et d'autre des voies, sans guichets de vente ou de renseignements. Des automates pour l'achat de titres de transport sont disponibles. Elle est en outre équipée du système d'information sur les horaires de passage des trams-trains en temps réel.

## Fréquentation
De 2017 (à partir du 1er juillet) à 2022, selon les estimations de la SNCF, la fréquentation annuelle de la gare s'élève aux nombres indiqués dans le tableau ci-dessous.
| Année     | 2017    | 2018    | 2019    | 2020    | 2021      | 2022      |
| --------- | ------- | ------- | ------- | ------- | --------- | --------- |
| Voyageurs | 473 547 | 933 122 | 909 932 | 370 977 | 1 620 786 | 2 022 741 |

## Intermodalité
Accessible par l'avenue de Stalingrad, la gare est desservie par les lignes 253 et 270 du réseau de bus RATP mais aussi indirectement par les lignes 250 (du réseau précédemment cité), 11 et Vitavil du réseau de bus Roissy Ouest depuis l'arrêt Louis Bordes.

## Projets

### Prolongement de la ligne 13
Un prolongement de la ligne 13 du métro de Paris depuis Saint-Denis-Université, inscrit dans le schéma directeur de la région Île-de-France (SDRIF) adopté en 2008 par le Conseil régional, n'est plus envisagé pour le moment. Ce projet ne figure plus dans la nouvelle version du SDRIF adopté par le conseil régional d'Île-de-France le 18 octobre 2013 et approuvé par décret après avis du Conseil d'État le 27 décembre 2013.

### Prolongement de la ligne 12
En 2018, le maire de Stains propose un prolongement de la ligne 12 du métro de Paris jusqu’à Stains-La Cerisaie.

## Galerie de photographies

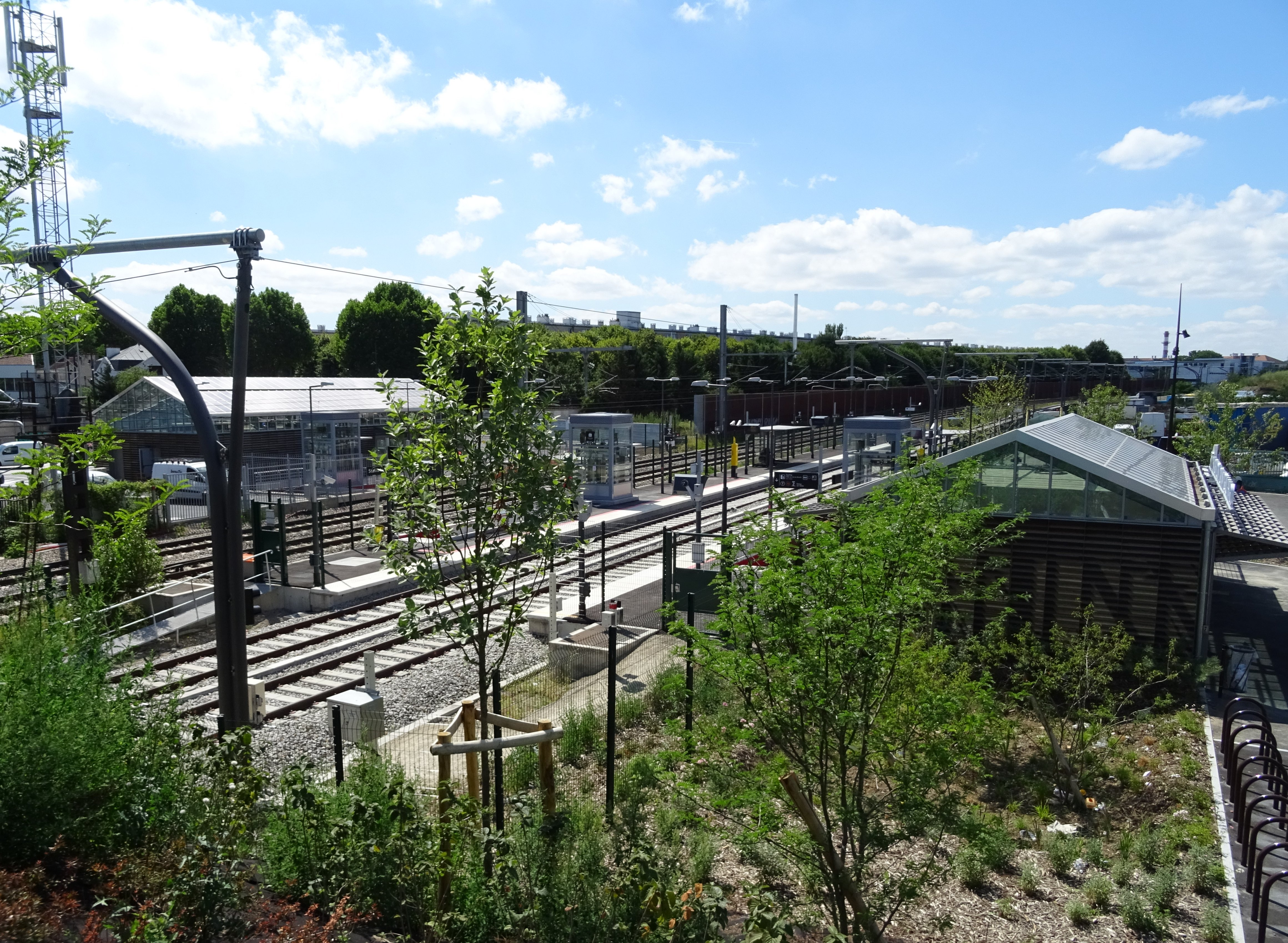
Vue d'ensemble de la gare avec les voies du T11, de la Grande Ceinture et les deux bâtiments voyageurs.
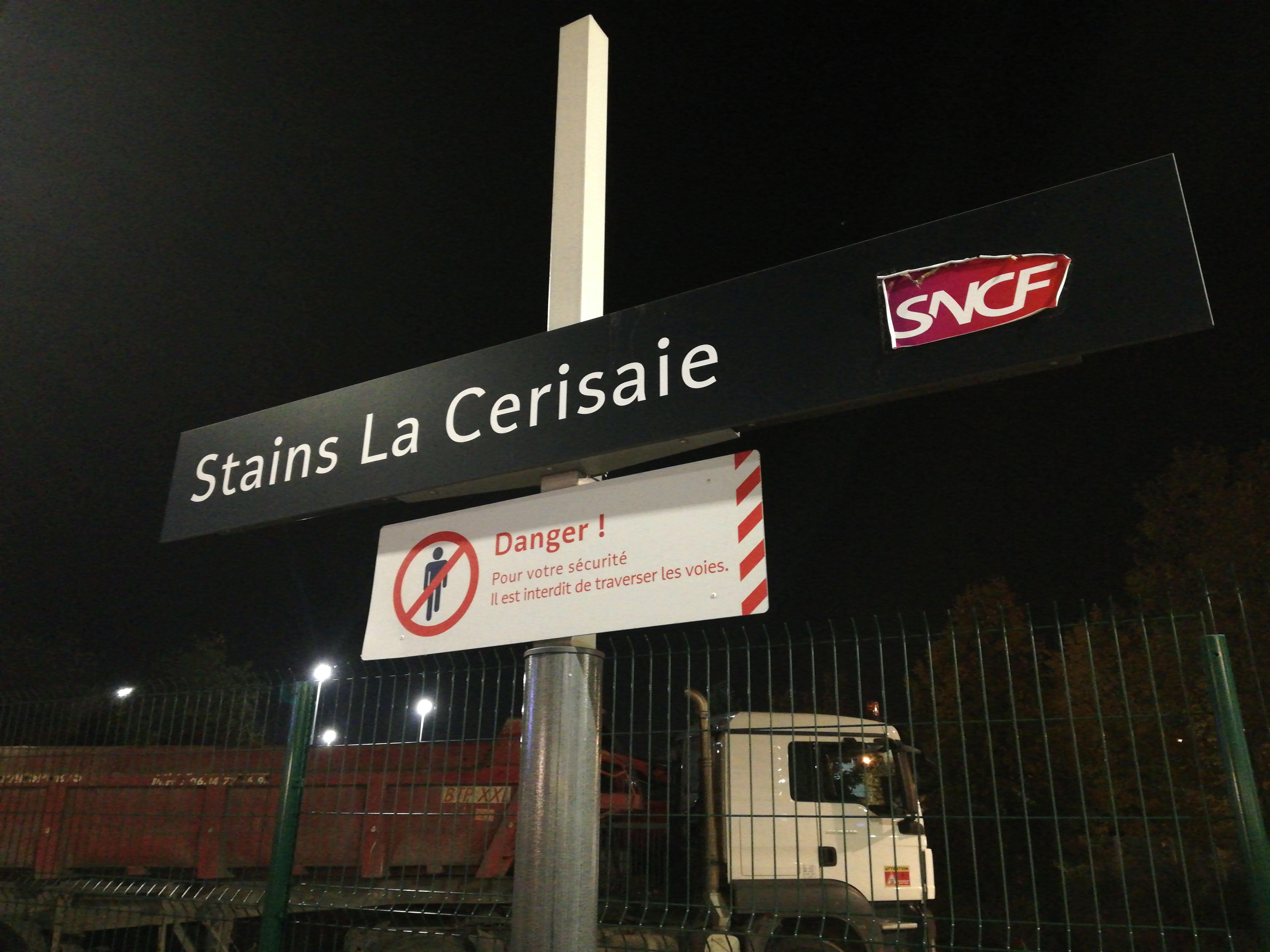
Plaque signalétique indiquant le nom de la gare.
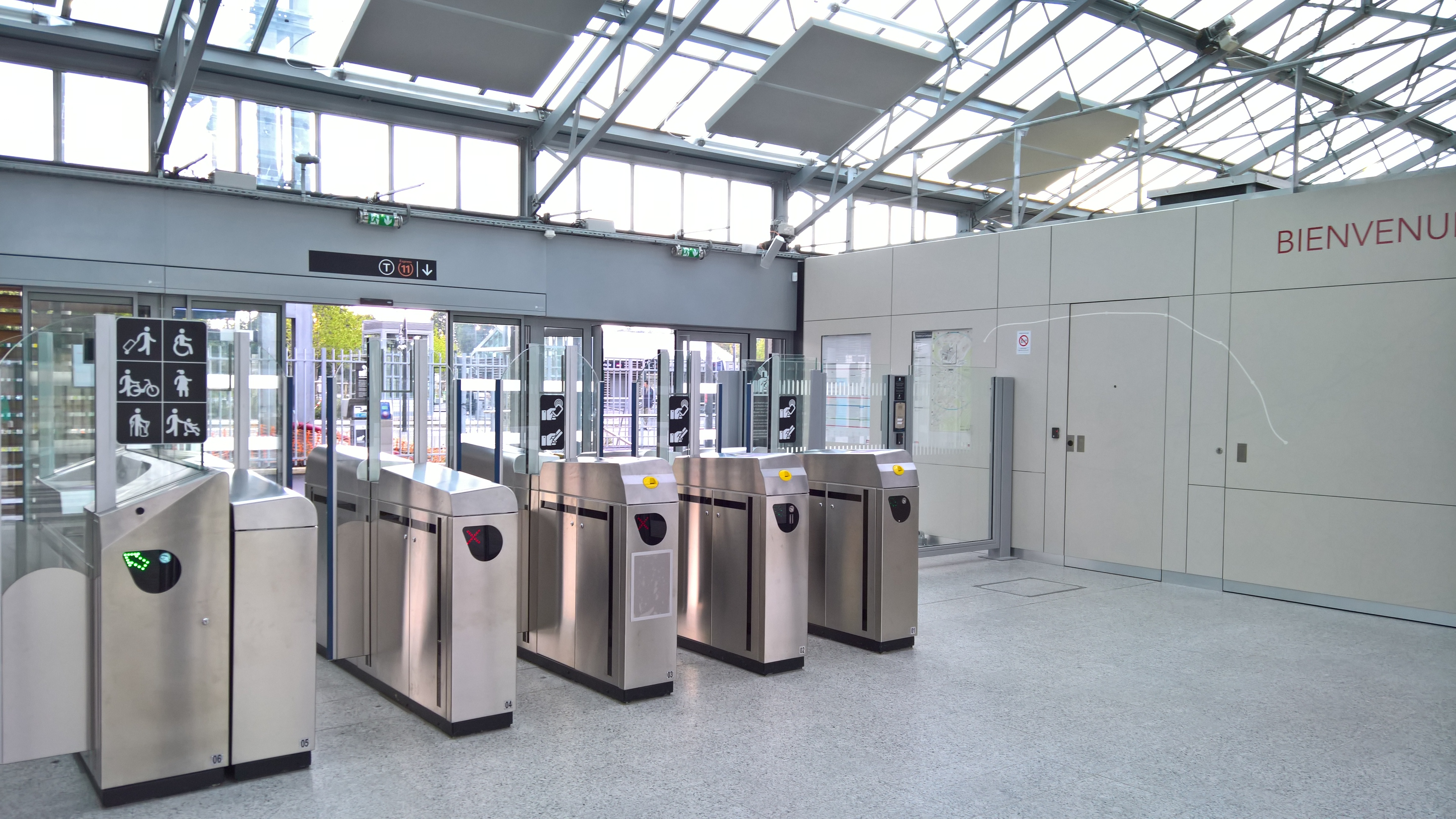
Intérieur de la gare.
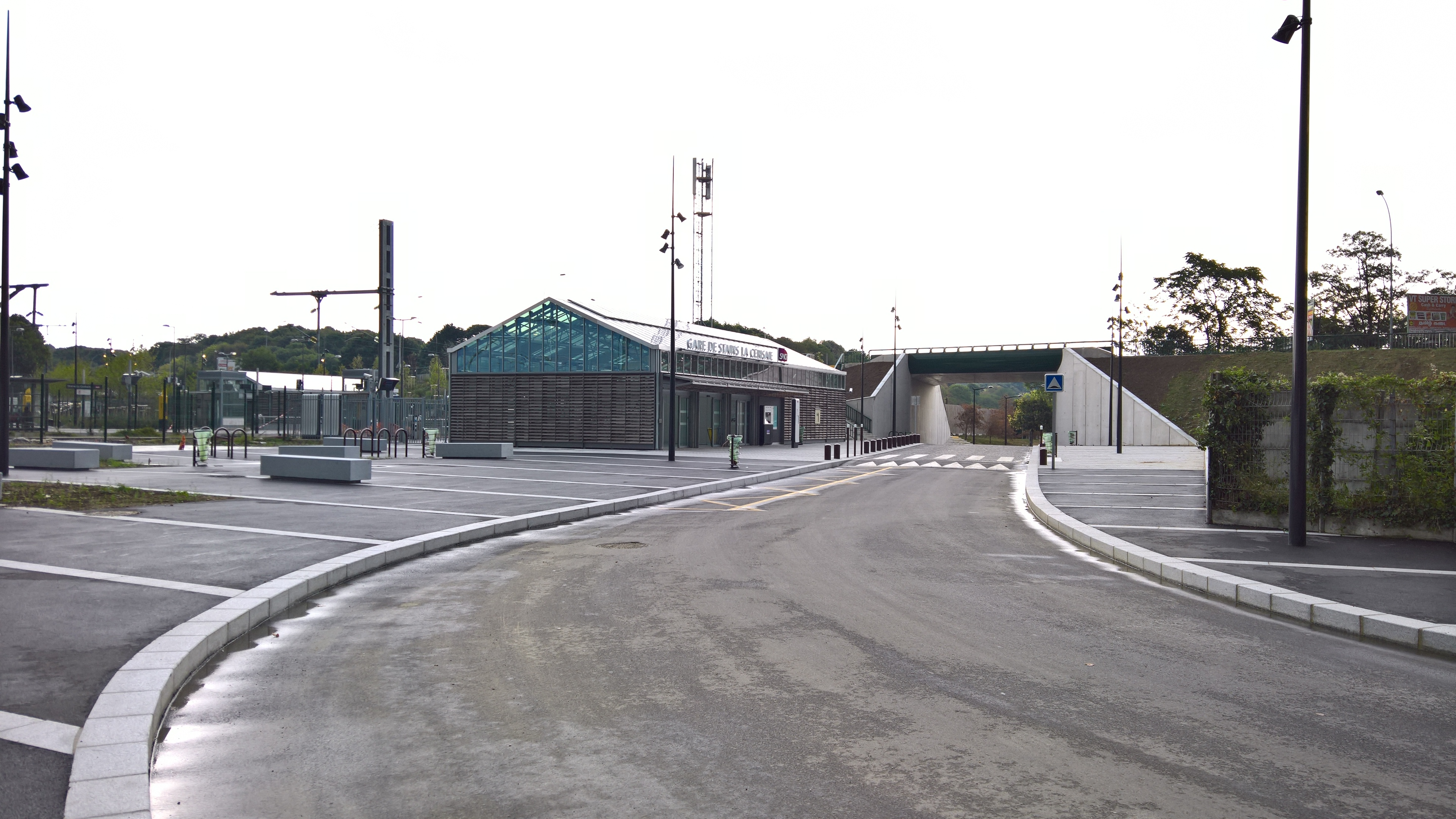
Les abords de la gare aménagés par Plaine Commune.